# Hartley (Iowa)
Pour les articles homonymes, voir Hartley.
Hartley est une ville du comté d'O'Brien, en Iowa, aux États-Unis. Elle est fondée en 1880 et incorporée le 24 juillet 1888.

## Source de la traduction
- (en) Cet article est partiellement ou en totalité issu de l’article de Wikipédia en anglais intitulé « Hartley, Iowa » (voir la liste des auteurs).